# Proquilodontídeos
Proquilodontídeos (Prochilodontidae) é uma família de peixes actinopterígeos pertencentes à ordem Characiformes.

## Gêneros
- Ichthyoelephas
- Prochilodus - curimbatá e outros peixes
- Semaprochilodus - jaraqui

1. ↑  Godinho, Hugo. «Peixes de importância para a pesca». Peixes e pesca no São Francisco